# Solid Edge

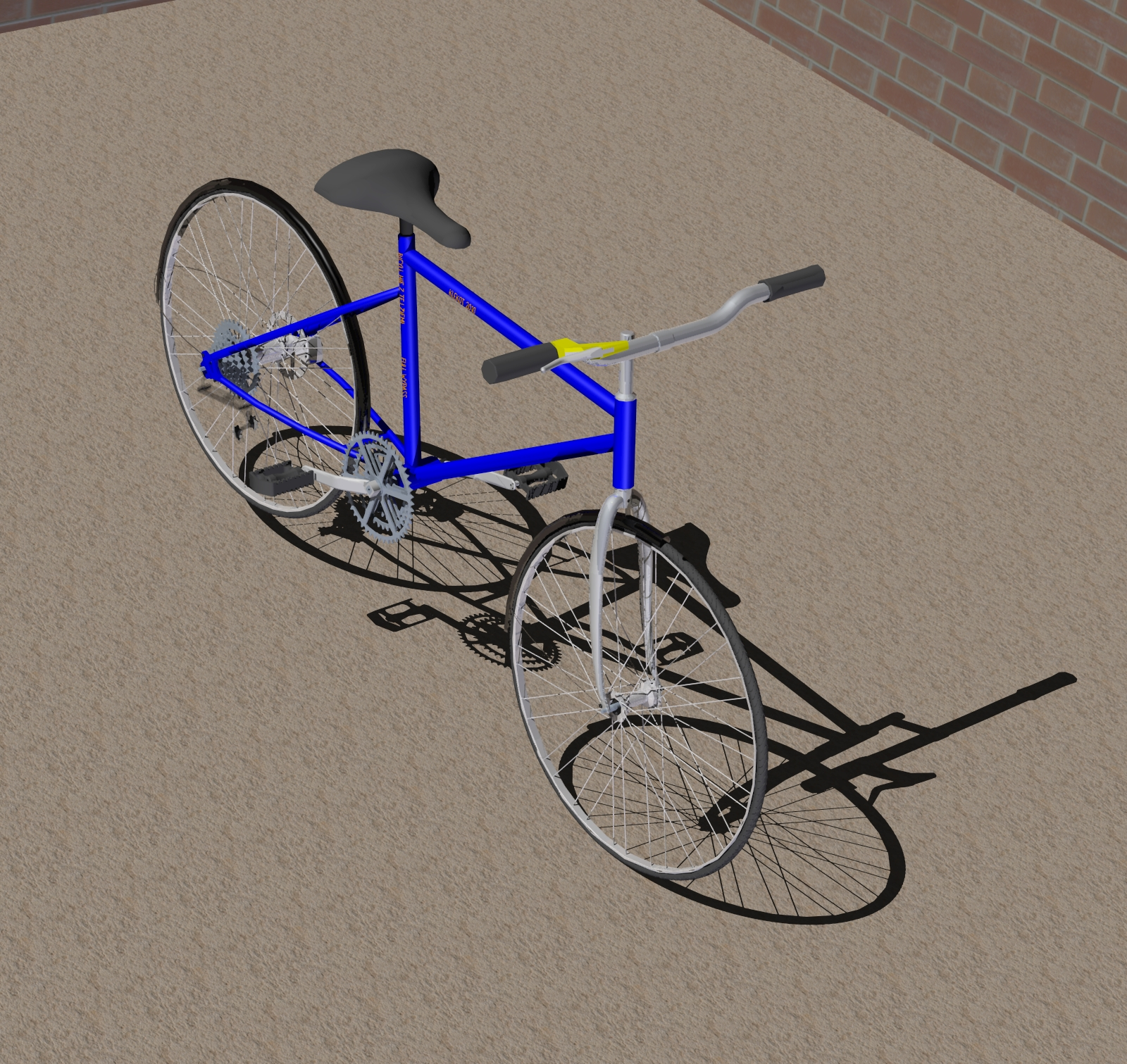
Prosty projekt wykonany w systemie Solid Edge v19 wersji Akademickiej. Każda część tworzona osobno w skali 1:1 w module „Część”, następnie części złożone i wyrenderowane w module „zespół”

Solid Edge – parametryczny, hybrydowy system CAD 3D pracujący na platformie Microsoft Windows ma szeroki zakres funkcjonalności i przeznaczony jest do tworzenia parametrycznych modeli 3D pojedynczych elementów, zespołów oraz sporządzania kompletnej dokumentacji rysunkowej.
Solid Edge jest częścią strategii zarządzania cyklem życia produktu – PLM (Product Lifecycle Management) i głównym składnikiem portfolio Velocity Series (w jego skład oprócz Solid Edge wchodzą trzy inne systemy: Femap, CAM Express i Teamcenter Express)
Początkowo opierał się na jądrze graficznym ACIS i był opracowywany oraz rozwijany przez firmę Intergraph. W 1998 roku w następstwie zmiany jądra graficznego na Parasolid, prawa do Solid Edge nabył amerykański producent oprogramowania UGS Corporation.
W 2007 r. firma UGS stała się częścią koncernu Siemens i od 1 października 2007 jej nowa nazwa brzmiała Siemens PLM Software.

## Modelowanie części
Proces modelowania części rozpoczyna się od stworzenia elementu podstawowego. Polega to na stworzeniu płaskiego konturu bądź konturów, następnie nadaniu trzeciego wymiaru przez przesunięcie konturu wzdłuż krzywej (lub prostej), obrót wokół osi lub połączenie w przestrzeni kilku konturów. Każda kolejna operacja, powodująca dodanie lub usunięcie materiału, bazuje na elemencie stworzonym w poprzedniej operacji (reguła obiekt nadrzędny – obiekt zależny). „Klasyczna” edycja danej operacji powoduje cofnięcie się do odpowiedniego etapu wykonywania modelu (użytkownik nie ma dostępu do elementów modelu wykonanych w „późniejszych” operacjach). W Solid Edge istnieje jednak możliwość dynamicznej edycji jednej lub wielu operacji i zmiany parametrów na dowolnym etapie tworzenia modelu, obserwując jednocześnie zmiany zachodzące w geometrii 3D. Dodatkowo system bazuje na zmiennych (dodawane automatycznie przez system i przez użytkownika), które można ze sobą wiązać przy pomocy formuł matematycznych (także z wykorzystaniem arkusza Excel). Podobnie jak środowisko tworzenia części blaszanych (Sheet Metal), środowisko Part posiada kompletne narzędzia do tworzenia elementów powierzchniowych. Tworzenie brył i powierzchni może odbywać się jednocześnie (modelowanie hybrydowe), co daje możliwość uzyskiwania dowolnych kształtów projektowanych modeli.

## Edycja bezpośrednia
Technika edycji bezpośredniej umożliwia użytkownikowi parametryzację modeli zaimportowanych z innych systemów. Dzięki specjalnym narzędziom możliwe są bezpośrednie zmiany geometrii modelu bez dostępu do historii jego tworzenia (procesy translacji powodują utratę parametrycznych danych). Edycję bezpośrednią można również wykorzystywać w stosunku do natywnych plików Solid Edge, w przypadku rozbudowanej historii operacji (trudności ze zlokalizowaniem danego parametru).

## Modelowanie zespołów
Solid Edge oferuje użytkownikom dwie techniki budowania zespołów. Klasyczny sposób opiera się na łączeniu pojedynczych części za pomocą parametrycznych relacji 3D. Druga innowacyjna technika polega na tworzeniu części w kontekście zespołu, dzięki czemu możliwe jest bazowanie na istniejącej geometrii i zapewnianie asocjatywności geometrycznej pomiędzy elementami zespołu. Asocjatywność elementów można zapewnić także za pomocą zmiennych. System wyposażono w szereg specjalistycznych funkcji i narzędzi (od wersji V20 jako jedyny w tzw. klasie mid-range posiada narzędzie „Strefy” – Zones), dzięki którym możliwe jest tworzenie bardzo dużych zespołów (ponad 100 tys. elementów).

## Tworzenie rysunków
Środowisko rysunku (Draft) przeznaczone jest głównie do automatycznego tworzenia asocjatywnej dokumentacji na podstawie modeli pojedynczych części i całych zespołów. Parametryczność i niezwykła funkcjonalność tego środowiska pozwala użytkownikowi na automatyczne generowanie dowolnych widoków 2D (prostokątnych i poglądowych, wykonywania przekrojów, widoków pomocniczych itp.), umieszczanie zestawów danych (listy części, tabele otworów, zestawienia parametrów części wariantowych) oraz tworzenie zaawansowanych szablonów (automatyczne umieszczanie widoków, tabel i parametrów modelu). Do tworzenia rysunków służyć może również darmowe oprogramowanie Solid Edge 2D Drafting.

## Obsługa formatu JT
Solid Edge jest jedynym systemem w tzw. klasie mid-range posiadającym wbudowany dwukierunkowy translator plików JT, przeznaczonych do wymiany i prezentacji danych CAD.
Dzięki zastosowaniu formatu JT możliwe jest przesyłanie dokładnej geometrii modelu (pliki części lub zespołów) wraz ze wszystkimi informacjami o modelu (właściwości fizyczne, dane typu „string” itp. – niemożliwe w przypadku zastosowania innych formatów uniwersalnych) przy zachowaniu niespotykanie dużego stopnia kompresji. Format JT może być również wykorzystywany w celu bezpiecznej wymiany danych (możliwość usunięcia dokładnej geometrii) lub w celach prezentacyjnych (tworzenie interaktywnych dokumentów MS Office, wykorzystanie darmowych przeglądarek). Obsługa plików JT pozwala użytkownikom Solid Edge wymieniać dane z czołowymi koncernami między innymi z branży motoryzacyjnej czy lotniczej, w których format JT stał się standardem wymiany danych.

## PLM/PDM
Solid Edge w pełni integruje się z Sharepoint i Teamcenter, dając możliwość zarządzania całością dokumentacji związanej projektowanym produktem na przestrzeni całego cyklu jego życia. Ponadto istnieje możliwość integracji Solid Edge z wieloma innymi systemami klasy cPDM. Solid Edge ma wbudowany system klasy PDM – Solid Edge Insight, który przeznaczony jest do zarządzania danymi projektowymi.
Główne zadania Insight to:
- zarządzane plikami oraz danymi dokumentacji, poprzez zapisywanie ich w określonych obszarach roboczych, z możliwością ustalania praw dostępu, zatwierdzania dokumentacji i szybkiego wyszukiwania żądanych informacji,
- zarządzanie wersjami, z możliwością zachowywania poprzednich wersji i historii wprowadzania zmian,
- zarządzanie powiązaniami między poszczególnymi plikami w projekcie,
- automatyczne generowanie raportów i list części.

## Historia
- Solid Edge V1 (1995)
- Solid Edge V2 (1996)
- Solid Edge V3 (wiosna 1997)
- Solid Edge V3.5 (październik 1997 – wprowadzono nowe środowisko tworzenia części blaszanych – Sheet Metal Part)
- Solid Edge V4 (1998)
- Solid Edge V5 (1998 – zmiana jądra graficznego z ACIS na Parasolid i przejęcie systemu przez UGS)
- Solid Edge V6 (1999)
- Solid Edge V7 (1999)
- Solid Edge V8 (2000)
- Solid Edge V9 (2001)
- Solid Edge V10 (2001)
- Solid Edge V11 (2002)
- Solid Edge V12 (2002)
- Solid Edge V14 (2003 – wprowadzenie technologii modelowania powierzchniowego Rapid Blue)
- Solid Edge V15 (2003)
- Solid Edge V16 (2004)
- Solid Edge V17 (marzec 2005)
- Solid Edge V18 (wrzesień 2005)
- Solid Edge V19 (czerwiec 2006)
- Solid Edge V20 (sierpień 2007)
- Solid Edge ST1 (maj 2008 – with Synchronous Technology)
- Solid Edge ST2 (maj 2009)
- Solid Edge ST3 (październik 2010)
- Solid Edge ST4 (czerwiec 2011)
- Solid Edge ST5 (czerwiec 2012)
- Solid Edge ST6 (czerwiec 2013)
- Solid Edge ST7 (wrzesień 2014)
- Solid Edge ST8 (maj 2015)
- Solid Edge ST9 (lipiec 2016)
- Solid Edge ST10 (sierpień 2017)
- Solid Edge 2019 (czerwiec 2018)
- Solid Edge 2020 (wrzesień 2019)
- Solid Edge 2021 (czerwiec 2020)

## Wersje oprogramowania
System Solid Edge występuje w dwóch podstawowych wersjach: akademickiej i komercyjnej.

### Wersja akademicka
Solid Edge Academic – wersja akademicka odpowiada pod względem funkcjonalności komercyjnej konfiguracji Simulation wraz z modułami XpresRoute, Piping Library, Mold Tooling i Web Publisher.
Wersja akademicka Solid Edge w porównaniu z komercyjną nie posiada wbudowanego systemu zarządzania dokumentacją Solid Edge Insight. Projekty wykonane w wersji akademickiej Solid Edge nie mogą być edytowane w wersji komercyjnej.

### Wersja studencka
Solid Edge Student Edition – bezpłatna wersja dla uczących się odpowiada pod względem funkcjonalności wersji akademickiej – można ją bezpłatnie pobrać ze stron internetowych producenta.

### Wersje komercyjne
Do komercyjnych wersji systemu zaliczane są wszystkie konfiguracje Solid Edge 3D oraz darmowa wersja Solid Edge Free 2D Drafting.

#### Solid Edge 3D – konfiguracje
Solid Edge 3D występuje w czterach głównych konfiguracjach: Solid Edge Design & Drafting, Solid Edge Foundation, Solid Edge Classic i Solid Edge Simulation.

##### Solid Edge Design & Drafting
Konfiguracja ta posiada następujące funkcjonalności:
- Podstawowe i średnio zaawansowane funkcje modelowania bryłowego,
- Tworzenie zespołów,
- Tworzenie dokumentacji rysunkowej,
- Tworzenie rozstrzeleń i animacji (bez zaawansowanego renderingu),
- Symulacja ruchu,
- Insight Connect (zarządzanie zmianami oraz tworzenie plików PCF z uwagami i adnotacjami),
- Translator CATIA V4 – OPCJA
- Translator CATIA V5 – OPCJA

##### Solid Edge Foundation
Konfiguracja ta posiada wszystkie funkcjonalności konfiguracji Design & Drafting oraz dodatkowo:
- Zaawansowane funkcje modelowania bryłowego,
- Modelowanie powierzchniowe,
- Tworzenie konstrukcji spawanych,
- Tworzenie konstrukcji ramowych,
- Tworzenie części blaszanych,
- Edycja bezpośrednia,
- Analiza powierzchni,
- Machinery Library (Biblioteka elementów znormalizowanych) – OPCJA,
- Feature Recognizer (Odtwarzanie historii tworzenia modelu) – OPCJA,
- Xpres Route (Tworzenie rur i armatury) – OPCJA,
- Piping Library (Biblioteka elementów armatury) – OPCJA,
- Wire Harness (Tworzenie przewodów elektrycznych) – OPCJA,
- Mold Tooling (Tworzenie kompletnych form wtryskowych) – OPCJA,
- Electrode Design (Tworzenie elektrod do elektrodrążenia) – OPCJA,
- Translator CATIA V4 – OPCJA,
- Translator CATIA V5 – OPCJA,
- Web Publisher (Tworzenie stron internetowych z poziomu Solid Edge) – OPCJA.

##### Solid Edge Classic
Konfiguracja ta posiada wszystkie funkcjonalności konfiguracji Foundation oraz dodatkowo:
- Engineering Reference (Obliczanie i generowanie profili, przekładni i części maszyn),
- Femap Express (Obliczenia wytrzymałościowe i modalne części MES),
- Tworzenie rozstrzeleń i animacji wraz z zaawansowanym renderingiem,
- Product and Manufacturing Information (PMI – nanoszenie wymiarów i adnotacji bezpośrednio na modelu 3D),
- Insight (Zarządzanie dokumentacją),
- Xpres Route (Tworzenie rur i armatury) – OPCJA,
- Piping Library (Biblioteka elementów armatury) – OPCJA,
- Wire Harness (Tworzenie przewodów elektrycznych) – OPCJA,
- Mold Tooling (Tworzenie kompletnych form wtryskowych) – OPCJA,
- Electrode Design (Tworzenie elektrod do elektrodrążenia) – OPCJA,
- Translator CATIA V4 – OPCJA,
- Translator CATIA V5 – OPCJA,
- Web Publisher (Tworzenie stron internetowych z poziomu Solid Edge) – OPCJA.

##### Solid Edge Simulation
Konfiguracja ta posiada wszystkie funkcjonalności konfiguracji Classic oraz dodatkowo:
Solid Edge Simulation jest pakietem dla inżynierów konstruktorów, które umożliwia przeprowadzanie cyfrowych analiz inżynierskich części i złożeń bezpośrednio w środowisku Solid Edge. Bazuje na sprawdzonej technologii elementów skończonych oraz solverze NX Nastran. Wykorzystując narzędzie Solid Edge Simulation można automatycznie tworzyć geometrię brył oraz części blaszanych (pojedyncze elementy i złożenia) składającą się z elementów skończonych, a także regulować stopień zagęszczenia siatki, by zwiększyć dokładność rezultatów. Solid Edge Simulation zapewnia automatyczne wykrywanie kolizji i ustawia realistyczną interakcję pomiędzy komponentami danego zespołu z uwzględnieniem wielokrotnych spoin liniowych i klejonych.

#### Solid Edge Free 2D Drafting
Bezpłatny w pełni parametryczny system przeznaczony do tworzenia dokumentacji rysunkowej. Posiada zestaw elastycznych narzędzi, pozwalających na stworzenie kompletnej dokumentacji płaskiej w sposób manualny. System zachowuje parametryczność systemu Solid Edge 3D, operując przy tym zmiennymi i łączami do arkusza kalkulacyjnego Excel. Dzięki temu możliwe jest przeprowadzenie analizy ruchu i animacji geometrii 2D.System można pobrać bezpłatnie ze strony internetowej producenta.